# Ouvarovo
Ouvarovo (en russe : Уварово) est une ville de l'oblast de Tambov, en Russie, et le centre administratif du raïon d'Ouvarovo. Sa population s'élevait à 23 135 habitants en 2020.

## Géographie
Ouvarovo est arrosée par la rivière Vorona, dans le bassin du Don. Elle est située à 99 km — 109 km par la route — au sud de Tambov. 

## Histoire
Ouvarovo fut fondé en 1699 comme un établissement cosaque. En 1770, une route postale, qui reliait Borissoglebsk et Kirsanov, fut ouverte à travers Ouvarovo. Dans la seconde moitié du XIXe siècle et au début du XXe siècle, Ouvarovo était un marché important. Elle accéda au statut de commune urbaine en 1960 et à celui de ville en 1966.

## Population
Recensements ou estimations de la population
| 1939*  | 1959* | 1970*  | 1979*  | 1989*  | 2002*  |
| ------ | ----- | ------ | ------ | ------ | ------ |
| 10 800 | 6 800 | 24 946 | 31 669 | 34 554 | 29 690 |

| 2010*  | 2012   | 2013   | 2014   | 2015   | 2016   |
| ------ | ------ | ------ | ------ | ------ | ------ |
| 26 830 | 26 071 | 25 765 | 25 064 | 24 792 | 24 547 |

| 2017   | 2018   | 2019   | 2020   | - | - |
| ------ | ------ | ------ | ------ | - | - |
| 24 162 | 23 987 | 23 578 | 23 135 | - | - |